# L'Apprentissage de Duddy Kravitz (film)
Pour les articles homonymes, voir L'Apprentissage de Duddy Kravitz.
Pour plus de détails, voir Fiche technique et Distribution.
L'Apprentissage de Duddy Kravitz (titre original : The Apprenticeship of Duddy Kravitz) est un film canadien réalisé par Ted Kotcheff, sorti en 1974.

## Synopsis
Fin des années 1940, dans le quartier juif de Montréal.  Duddy Kravitz sort de l'adolescence. Son père est chauffeur de taxi.  Son frère étudie la médecine à l'université.  Duddy, lui, rêve d'avoir sa place au soleil.  Il fait la connaissance d'une non-juive, Yvette, dont il s'éprend.  Il découvre aussi un terrain sauvage au bord d'un lac.  Il envisage de l'acheter et ne s’embarrasse pas de trop de scrupules pour parvenir à ses fins.

## Fiche technique
- Titre : L'Apprentissage de Duddy Kravitz
- Titre original : The Apprenticeship of Duddy Kravitz
- Réalisation : Ted Kotcheff
- Scénario : Lionel Chetwynd d'après le livre éponyme de Mordecai Richler
- Photographie : Brian West
- Pays d'origine : Canada
- Format : Couleurs - 2,35:1 - Mono
- Genre : Comédie dramatique
- Durée : 120 minutes
- Date de sortie : 1974

## Distribution
- Richard Dreyfuss : Duddy
- Micheline Lanctôt : Yvette
- Jack Warden : Max
- Randy Quaid : Virgil
- Joseph Wiseman : Uncle Benjy
- Denholm Elliott : Friar
- Henry Ramer : Dingleman
- Allan Kolman : Irwin
- Robert Desroches : Laplante

## Autour du film
Adaptation  à l'écran d'un livre de Mordecai Richler paru en 1959, L'Apprentissage de Duddy Kravitz est le sixième long-métrage de Ted Kotcheff et le premier qu'il réalise au Canada, son pays natal.  Une dizaine d'années auparavant, Richler et Kotcheff avaient travaillé ensemble sur le film Les Chemins de la puissance, adaptation d'un roman de John Braine tournée en Angleterre.
Le film sort en avril 1974 et remporte un grand succès critique et commercial.  En juillet de la même année, le film est lauréat de l’Ours d’or à la Berlinale. Il permet aussi aux scénaristes, Richler et Lionel Chetwynd, d’être finaliste à l’Oscar du meilleur scénario adapté.
Une dizaine d'années plus tard, Ted Kotcheff réalisera un autre film inspiré d'un roman de Mordecai Richler, Joshua Then and Now.

## Distinctions
- Ours d'or de la Berlinale 1974
- Nomination, Oscar du meilleur scénario adapté, 47e cérémonie des Oscars